# 水沢競馬場

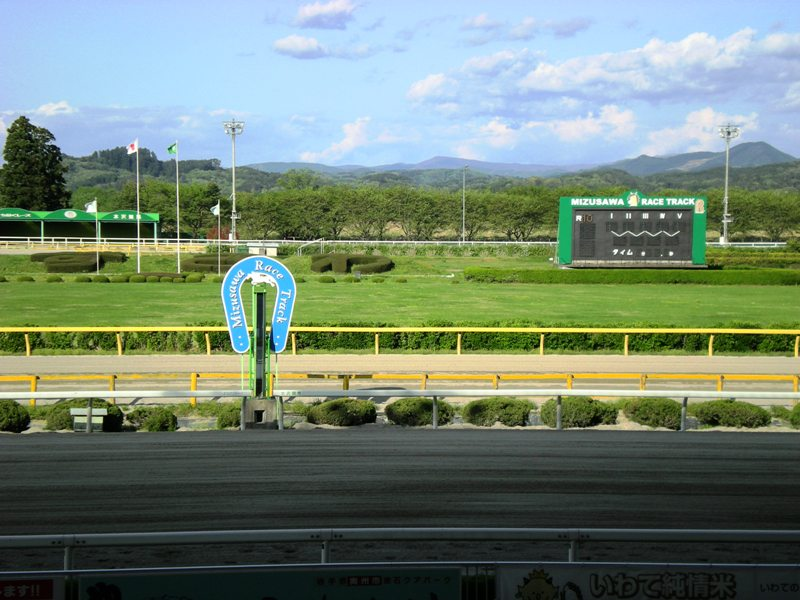
ゴール前付近（2008年5月撮影）

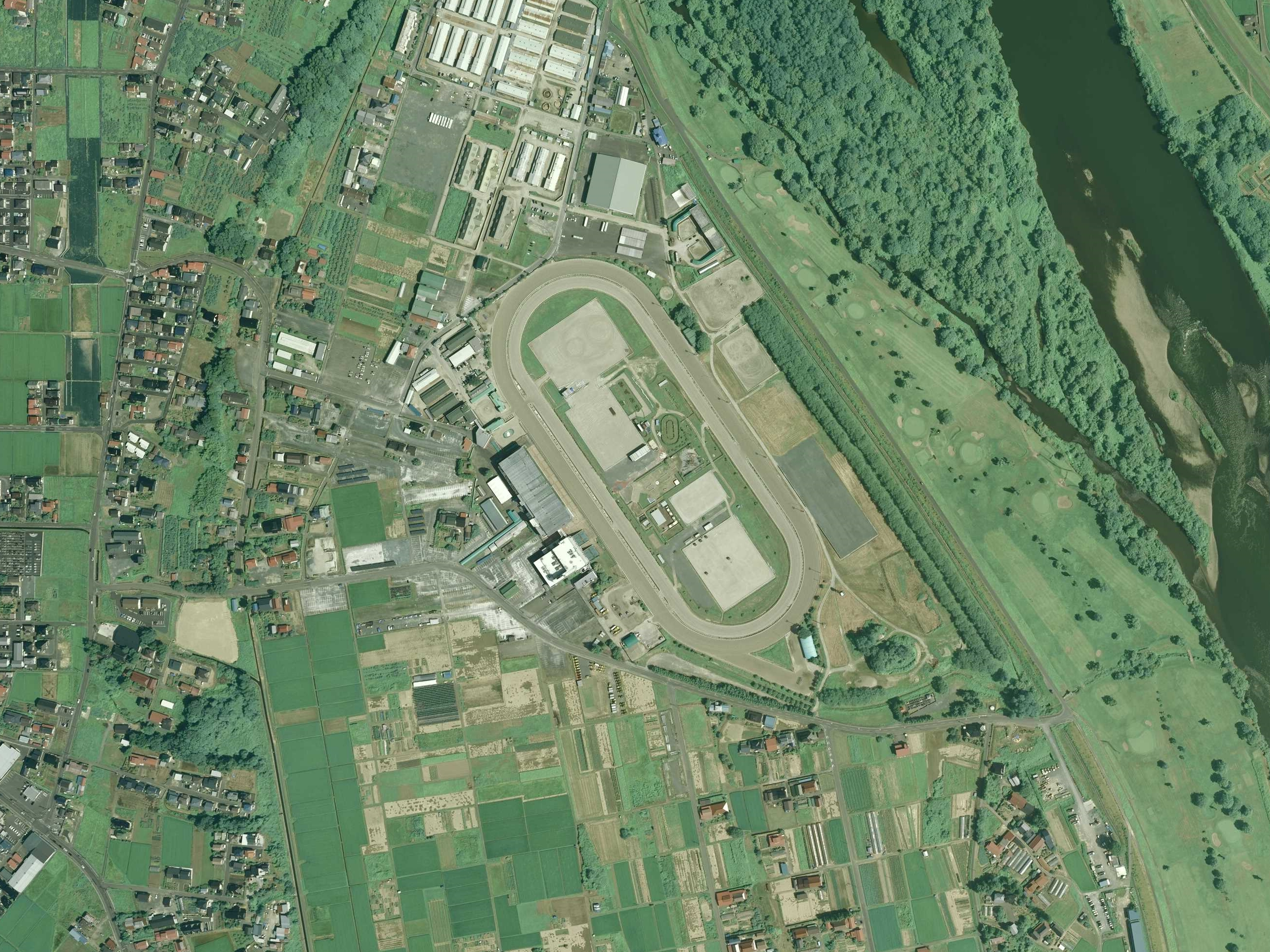
水沢競馬場付近の空中写真。東側に見える川は北上川である。2016年8月撮影。

水沢競馬場（みずさわけいばじょう、英: Mizusawa Racecourse）は、岩手県奥州市水沢にある地方競馬の競馬場。日本中央競馬会（JRA）の場外発売も行っており、JRA発売時は「J-PLACE水沢」と呼称する。

## 概要
水沢競馬場は北上川のほとりに所在し、盛岡競馬場と共に岩手県競馬組合が主催している。
電話・インターネット投票は「オッズパーク」「SPAT4」「楽天競馬」が全競走に対応しているほか、JRAのIPAT投票でも一部の競走が発売される。
トウケイニセイやメイセイオペラ、トーホウエンペラーなどが過去に所属。トウケイニセイの業績をたたえて、岩手県競馬の年度末開催に「トウケイニセイ記念」という岩手県重賞を開催している。
2023年春に、薄暮競走の開催にも対応したナイター照明設備が設置された。これにより、これまでは夏季限定だった薄暮競走が通年で行われることになり、最終競走（重賞がある場合はそれを優先して開催）は18時台に設定されるようになった。但し12月の最終競走は2023年は16:25・16:30と16:00前後発走に分かれていた、2024年は17:00～17:10に発走。

## コース概要
- 右回り 1周1200m・幅員20m
- 直線（4コーナーから決勝線まで） 220m
- 施行可能距離 850m, 1300m, 1400m, 1600m, 1800m, 1900m, 2000m, 2500m
- 黎明期には1050mや1420mも施行され、1コーナーには1050mスタート地点の名残がある。
- 出走可能頭数（フルゲート） 12頭（ただし、850m・1300m・1800mは10頭　※1300mは古馬戦のみ11頭）

フルゲートの変遷について。
- 1964年～1982年：8頭
- 1983年～1996年：10頭（ただし、850m・1300m・1800mは8頭）
- 1997年：10頭（ただし、850m・1300m・1800mは9頭）
- 1998年～1999年春：10頭（ただし、850mは9頭）
- 1999年夏～秋：10頭（ただし、850mは9頭、1400m・2000mは12頭　※1600mは試験的に1度だけ12頭で施行）
- 2000年～2012年：12頭（ただし、850mは9頭、1300m・1800m・2500mは10頭）
- 2013年～2015年：12頭（ただし、850mは9頭、1300m・1800mは10頭）
- 2016年～2018年 ：12頭（ただし、850m・1300m・1800mは10頭）
- 2019年～ ：12頭（ただし、850m・1300m・1800mは10頭　※1300mは古馬戦のみ11頭）

かつて、第4コーナーの奥には使用されていない8頭立てゲートが置かれ、8頭立てで施行されていた名残が残っていた。
1600mの発走地点は第4コーナーの手前から斜めに引込み線を引いた位置にあり、1300m, 1400mなどスタンド側から発走する出走馬の待機所も1600mの発走地点のそばにある。1600mのポケットは1982年に完成。それ以前の1600mは3.4コーナー中間地点にゲートを置いて行われていた。

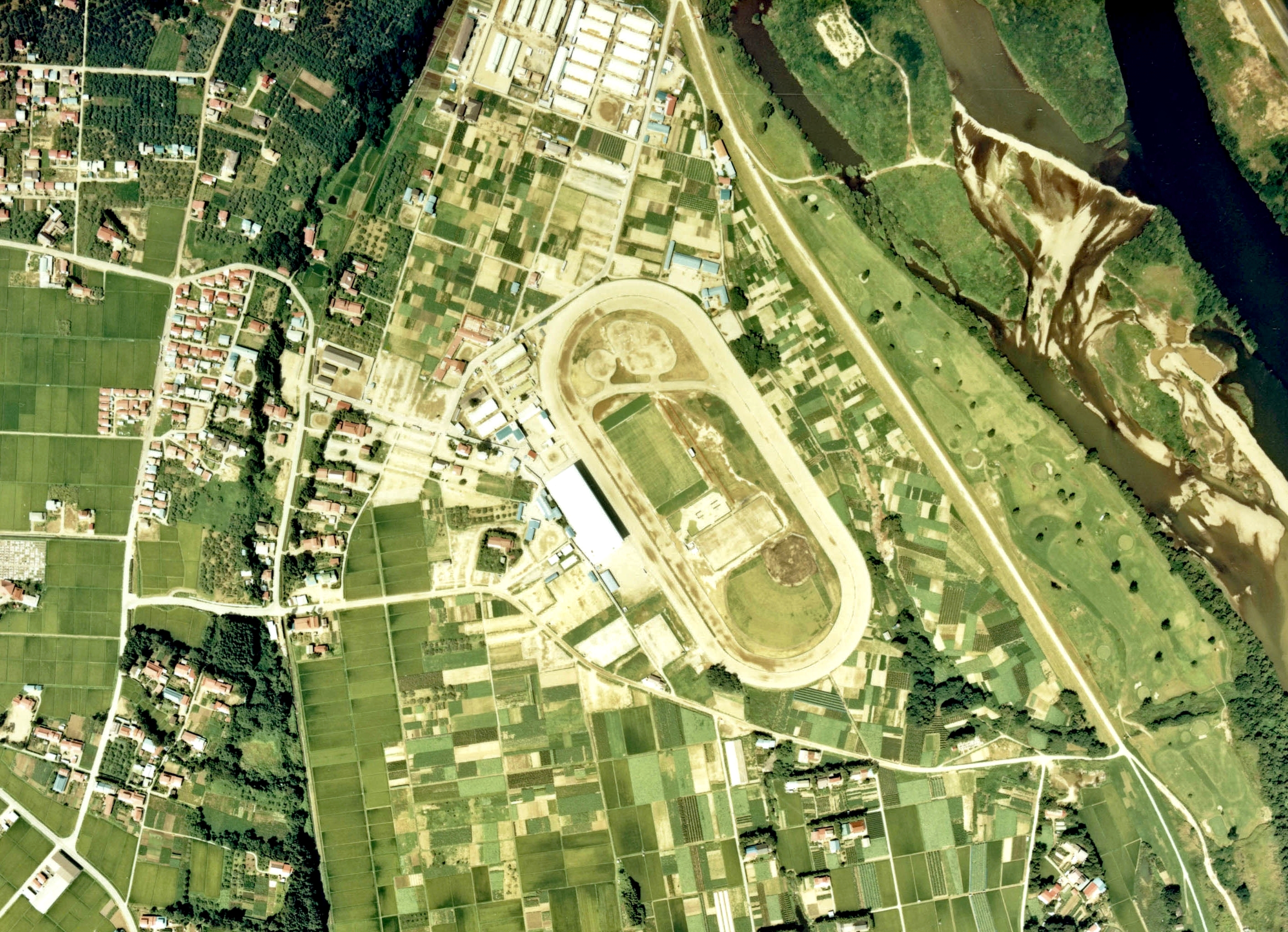
水沢競馬場付近の空中写真。1976年撮影。

## 日本中央競馬会（JRA）の場外発売
水沢競馬場では1993年12月に地方競馬の施設として初めて中央競馬の場外発売（スプリンターズステークス）が行われ、以来中央競馬の場外発売が行われている。初期の名称は水沢場外だったが、のちにウインズ水沢（水沢競馬場内）と変更された。
2021年3月13日より地方競馬共同トータリゼータシステムによる馬券発売に移行し、名称もJ-PLACE水沢に変更された。これに伴い、J-PLACEとして発売された馬券の払戻はJ-PLACEでのみ可能となり、JRA（ウインズ）として発売された馬券はJRA運営の発売所での払戻となった。ただし、移行期間としてウインズとして発売された馬券は払戻有効期限まで、J-PLACE水沢で払戻を行った。
JRA開催日が岩手競馬開催日と重複する場合は各場第9・第10・第11競走（または第10・第11・第12競走）、全競馬場の障害重賞、および前日発売レースを発売。岩手競馬非開催日は各場全レースを発売する。

## 発売する馬券の種類
水沢競馬・J-PLACE水沢
○…発売 ×…発売なし
| 単勝 | 複勝 | 枠番連複 | 枠番連単 | 馬番連複 | 馬番連単 | ワイド | 3連複 | 3連単 |
| ---- | ---- | -------- | -------- | -------- | -------- | ------ | ----- | ----- |
| ○    | ○    | ○        | ×        | ○        | ○        | ○      | ○     | ○     |

- 水沢競馬の3連単は第5レースから最終レースまでの発売だったが、2008年第4回盛岡競馬初日（7月12日）の場外発売より全レース発売を開始した。

## 主な競走

### 重賞競走（2025年度）
水沢競馬場で開催される競走のみを記載。「M」は岩手競馬の独自グレードによる格付け。
出典:岩手競馬 2023シーズン重賞・特別日程

#### 2歳
- 金杯（M2）
- 寒菊賞（M3、JRA2歳認定競走）
- 若駒賞（M2、JRA2歳認定競走）

#### 3歳
- スプリングカップ（M2）
- あやめ賞（M2、牝馬限定、2018年度よりM2格上げ）
- 東北優駿（M1、3歳三冠の二冠目）
- 留守杯日高賞（M1、牝馬限定、3歳牝馬三冠の一冠目、GRANDAME-JAPAN（3歳シーズン）対象競走、2018年度よりM1格上げ）
- ネクストスター北日本（2024年新設、門別との持ち回り[5]）
- オータムティアラ（M1、牝馬限定、3歳牝馬三冠の三冠目）
- ウイナーカップ（M3、2023年までは盛岡開催）

#### 3歳（4歳）以上
- 赤松杯（M2、2024年まではM3）
- 栗駒賞（M3、2021年は盛岡開催）
- 早池峰スーパースプリント（M2、2015年までは「早池峰賞」の名称で施行されていた）
- ヴィーナススプリント（M3、牝馬限定）※2021年新設
- 一條記念みちのく大賞典（M1、地方競馬全国交流競走、マーキュリーカップのトライアル競走）
- 青藍賞（M2、マイルチャンピオンシップ南部杯のトライアル競走）
- 桐花賞（M1、ファン投票）
- トウケイニセイ記念（M2）
- 白嶺賞（M3・2024年新設）
- 北上川大賞典（M2、2023年まで盛岡開催）
- 駒形賞（M3・2026年新設）

### JRA2歳認定競走
- フューチャーステップ（1着 200万円）

※以前はフューチャー競走（新馬）、ホープフル競走（未勝利）と2種類の競走が存在した。

## その他
- 現水沢競馬場は水沢公園周辺にあった旧水沢競馬場[6]が1965年（昭和40年）に移転したものである。
- スタンドはメインスタンド（1・2階、3階の一部自由席、3・4階指定席）とテレトラック（自由席、クラブハウス）の2つある。メインスタンドの1・2階は冬場になると、防寒のためシャッターが降ろされる。テレトラックには、大型モニターを備えたシアタータイプの観戦スペースがあり、場外時、悪天候時でも快適に観戦できる。
- 12月・1月に競馬を開催する競馬場では本州最北端に位置する。この時期、ジョッキーは防寒のためにスキー用のフェイスマスクをつけて騎乗する（そのため、負担重量は夏季の同条件より1kg増加する）。通常の降雪であれば、融雪剤を散布して一晩中コース整備して開催にこぎつけるが、大雪や吹雪による視界不良のときはレース延期（取り止め）、開催中止になる場合もある。
- 食堂棟、場外に隣接する食堂で売られているジャンボ焼鳥が名物となっている（ただし、ジャンボ焼鳥の元祖は旧・盛岡競馬場内の食堂であり、水沢競馬場は後発）。また、ホルモン煮も有名で、こちらは本競馬場独自の名物となっている。
- 競馬場内の食堂棟の向かって右端の売店で、金額の「円」の単位を「万円」に変えて呼ぶ売り子のおばさんがいて、水沢競馬場一の有名人となっている。
- パドックと食堂棟の間に曲がり家があり、現在トレジャースマイルに因んだ宝（トレジャー）神社に利用されている。ここは、奥州市内にある駒形神社の御祓いも受けた本格的なもので、馬券必勝祈願のみならず、家内安全・商売繁盛・受験合格・恋愛成就にハートマークの御利益があるとのこと。
- 宝（トレジャー）神社脇には柵が設けられ、日によっては、ポニーの無料乗馬体験が行われている。
- メインスタンド向こう正面の北上川沿いの桜並木は、4月下旬には見事に開花し、市民開放されている。
- 桜並木は、中村勘太郎（二代目）主演の映画「禅 ZEN」のロケに使用され、一躍有名となった。
- 2011年3月11日に発生した東日本大震災の影響でスタンドが被災したため復旧工事を行い12月10日より再開。[7]。なお場外としての発売は地方競馬は5月16日から再開しており[8]、中央競馬の場外発売も10月8日の開催から再開した[9]。
- 盛岡競馬場に続き、2015年11月14日からレース映像がHD化された。
- 2017年10月より、屋外に大型映像装置が設置された。
- 2021年11月より、パドックをリニューアルした。

## 交通アクセス
- JR東北本線水沢駅から無料送迎バス運行（競馬開催日のみ）
- 東北新幹線水沢江刺駅から自動車で5分
- 東北自動車道水沢インターチェンジから自動車で15分